# Helen Westley
Helen Westley, nata Henrietta Remsen Meserole Manney (Brooklyn, 28 marzo 1875 – Middlebush, 12 dicembre 1942), è stata un'attrice statunitense.

## Biografia
Fu membro della società teatrale Theatre Guild fondata nel 1918 a New York insieme a Lawrence Langner, Philip Moeller e Theresa Helburn, ed apparve in molte delle sue produzioni teatrali, fra le quali una messa in scena del Peer Gynt ed alcune rappresentazioni delle opere di George Bernard Shaw. 

## Filmografia
- La moglie è un'altra cosa (Moulin Rouge), regia di Sidney Lanfield (1934)
- La casa dei Rothschild (The House of Rothschild), regia di Alfred L. Werker (1934)
- Distruzione (Looking for Trouble), regia di William A. Wellman (1934)
- La morte in vacanza (Death Takes a Holiday), regia di Mitchell Leisen (1934)
- The Age of Innocence, regia di Philip Moeller (1934)
- La figlia di nessuno (Anne of Green Gables), regia di George Nichols Jr. (1934)
- Captain Hurricane, regia di John S. Robertson (1935)
- Roberta, regia di William A. Seiter (1935)
- Chasing Yesterday, regia di George Nichols Jr. (1935)
- The Melody Lingers On, regia di David Burton (1935)
- Splendore (Splendor), regia di Elliott Nugent (1935)
- La canzone di Magnolia (Show Boat), regia di James Whale (1936)
- Half Angel, regia di Sidney Lanfield (1936)
- La reginetta dei monelli (Dimples), regia di William A. Seiter (1936)
- La canzone del fiume (Banjo on My Knee), regia di John Cromwell (1936)
- Cin Cin (Stowaway), regia di William A. Seiter (1936)
- Caffè Metropole (Café Metropole), regia di Edward H. Griffith (1937)
- Sing and Be Happy, regia di James Tinling (1937)
- Zoccoletti olandesi (Heidi), regia di Allan Dwan (1937)
- Quando la vita è un romanzo (I'll Take Romance), regia di Edward H. Griffith (1937)
- La sua maniera d'amare (She Married an Artist), regia di Marion Gering (1937)
- La baronessa e il maggiordomo (The Baroness and the Butler), regia di Walter Lang (1938)
- Rondine senza nido (Rebecca of Sunnybrook Farm), regia di Allan Dwan (1938)
- La grande strada bianca (Alexander's Ragtime Band), regia di Henry King (1938)
- Keep Smiling, regia di Herbert I. Leeds (1938)
- Zazà (Zaza), regia di George Cukor (1939)
- Siamo fatti così (Wife, Husband and Friend), regia di Gregory Ratoff (1939)
- Il romanzo di Lillian Russell (Lillian Russell), regia di Irving Cummings (1940)
- The Captain Is a Lady, regia di Robert B. Sinclair (1940)
- Paradiso proibito (All This, and Heaven Too), regia di Anatole Litvak (1940)
- La signora dai capelli rossi (Lady with Red Hair), regia di Kurt Bernhardt (1940)
- La famiglia Stoddard (Adam Had Four Sons), regia di Gregory Ratoff (1941)
- La riva dei peccatori  (Lady from Louisiana), regia di Bernard Vorhaus (1941)
- Sunny, regia di Herbert Wilcox (1941)
- Million Dollar Baby, regia di Curtis Bernhardt (1941)
- The Smiling Ghost
- Accadde una sera
- My Favorite Spy, regia di Tay Garnett (1942)